# Плоскоголовая лопатница
Плоскоголовая лопатница, или плоскоголовая руколапая лягушка, или пустынная австралийская жаба (лат. Ranoidea platycephala) — вид австралийских лягушек семейства квакш (Hylidae).

## Описание
Общая длина достигает 5—7 см. Отличается большой головой, нечёткой барабанной перепонкой, способностью противопоставлять внутренний палец передних ног всем другим, а также сильно развитыми плавательными перепонками, соединяющими пальцы задних ног. Верхняя челюсть с зубами. Лёгкие очень сильно развиты и доходят до заднего конца тела. Окраска спины зеленовато-оливковая. Брюхо имеет беловатый цвет, на горле присутствуют небольшие пятнышки зелёного цвета.

## Образ жизни
Любит пустыни и полупустыни. Встречается в котлованах с твёрдой глинистой почвой. Засушливый период проводит, зарывшись в норе на глубину от 30 см до 1 м. Тело лягушки раздувается и становится шарообразным от переполненной воды и занимает всю нору, стенки которой бывают влажными. Воду животное запасает в больших подкожных полостях и в полости тела. Местные жители ищут этих лягушек в пустыне и используют их как запас питьевой воды.
Лягушка питается насекомыми и их личинками, пауками, червями, моллюсками.

## Размножение
Размножение происходит в сезон дождей. Самка откладывает в луже до 500 яиц.

## Распространение
Ареал представлен тремя отдельными местообитаниями: в южной Австралии (Новый Южный Уэльс, Квинсленд, Виктория), на севере (Северная территория) и в Западной Австралии.